# Kazimierz Podolak
Kazimierz Podolak (ur. 5 marca 1939 w Jaszczułtach) – polski lekkoatleta długodystansowiec, czterokrotny mistrz Polski.
Był czołowym lekkoatletą polskim w latach 60. i na początku lat 70. Wystąpił w finale Pucharu Europy w 1970 w Sztokholmie, gdzie zajął 6. miejsce w biegu na 5000 metrów.
Był czterokrotnym mistrzem Polski: na 5000 metrów w 1969 i w 1970, a na 10 000 metrów w 1964 i w 1972. Zdobył także sześć srebrnych i cztery brązowe medale.
Jest aktualnym rekordzistą Polski w biegu na 25 000 metrów (1:17:54,0, 19 października 1969 w Warszawie).
W latach 1963–1971 osiemnaście razy startował w meczach reprezentacji Polski, odnosząc 3 zwycięstwa indywidualne.
Rekordy życiowe:
- bieg na 1500 metrów – 3;49,2 (16 czerwca 1969, Sopot)
- bieg na 3000 metrów – 8:06,4 (27 czerwca 1964, Sopot)
- bieg na 5000 metrów – 13:52,4 (28 czerwca 1971, Warszawa)
- bieg na 10 000 metrów – 28:52,8 (28 sierpnia 1973, Warszawa)
- bieg maratoński – 2;20:45 (1 maja 1971, Karl-Marx-Stadt)

Był zawodnikiem Lotnika Warszawa, Dokera Gdynia, Wybrzeża Gdańsk i Gwardii Olsztyn.
Po zakończeniu kariery zawodniczej jest trenerem lekkoatletycznym. Był również prezesem Warmińsko-Mazurskiego Związku Lekkiej Atletyki w Olsztynie.